# Al-Kadarif (prowincja)
Al-Kadarif (arab. ‏القضارف‎ al-Qaḍārif) – prowincja we wschodnim Sudanie. Według spisu z 2008 zamieszkiwało ją wówczas 1 348 378 osób.
W jej skład wchodzi 5 dystryktów (ludność z roku 2008):
1. Al-Fau (176 622)
2. Al-Fuszka (120 835)
3. Al-Kadarif
4. Ar-Rahad (196 438)
5. Gallaba